# Нижній Бердянський маяк
Нижній Бердянський маяк — маяк, розміщений на північному узбережжі Азовського моря, в південній частині Бердянської коси, поблизу міста Бердянськ. Указує шлях в Бердянську затоку.

## Історія
Про те, що на краю Бердянської коси треба побудувати маяк, говорили ще в 1825 році, але будівництво потребувало великих коштів, а чи виправдає надії новий порт, було неясно. Усі сумніви розвіялися в 1836 році, коли граф Воронцов особисто приїхав до Бердянська й переконався, що молоде місто стрімко розвивається. Кількість перевезених вантажів зростала з кожним роком, порт відвідувало все більше іноземних кораблів.
Будівництво розпочато 22 квітня 1838 року. Джерелом світла служили гасові лампи. Споруда має форму восьмигранної кам'яної башти білого кольору з оранжевою смугою посередині. Висота маяка — 23 метри. З 1883 року як джерело світла почали використовувати електричні лампи. В 1889 році на маяку встановили паровий гудок для подачі сигналів при поганій видимості — під час туманів і снігопадів. 15 лютого 1911 року до маяка була прокладена телефонна лінія.
Під час Другої світової війни вежу врятувала випадковість. Під час німецької окупації начальником маяка був німець. Коли місто визволяли, він залишив будівлю, але, вже виїжджаючи з міста, отримав наказ знищити маяк. Провід вибухового пристрою протягли до вежі й технічної будівлі. Пролунав вибух, але вежа вціліла, хоча мала би вибухнути разом із технічною будівлею. 
У 2006 році маяк планували знести, а на його місці побудувати новий, але врешті цього не зробили. Маяк працює до сьогодні.
Маяк вказує шлях до 3-х портів. Аби не траплялося кораблетрощі під час туману, тут встановили гудок. Маяк може працювати автономно 8 діб, його світло видно на відстані 20-ти кілометрів.

## Список приміток
1. ↑  7 маяків України, які треба побачити в першу чергу. О, Море.Сity (укр.). Процитовано 1 травня 2024.